# Élections législatives de 1951 dans la Sarthe
Les élections législatives françaises de 1951 se tiennent le 17 juin. Ce sont les deuxièmes élections législatives de la Quatrième République.

## Mode de scrutin
Représentation proportionnelle plurinominale suivant la méthode du plus fort reste dans 103 circonscriptions, conformément à la loi des apparentements : les listes qui se sont « apparentées » avant l'élection remportent tous les sièges de la circonscription si leurs voix ajoutées obtiennent la majorité absolue des suffrages exprimés. Il y a 629 sièges à pourvoir.
Le vote préférentiel est admis. 
Dans le département de la Sarthe, cinq députés sont à élire.

## Candidats

### Liste  du Rassemblement du peuple français
| N° | Candidats | Candidats      | Parti | Principales fonctions                                                                                               |
| -- | --------- | -------------- | ----- | --- |
| 01 |           | Raymond Dronne | RPF   | Sénateur, maire d'Écommoy                                                                                           |
| 02 |           | André Gaubert  | RPF   | Industriel, maire-délégué du Mans, conseiller général du premier canton du Mans                                     |
| 03 |           | Roger Caffieri | RPF   | Exploitant agricole, adjoint au maire de Sargé-lès-le-Mans                                                          |
| 04 |           | René Hilleret  | RPF   | Ancien Inspecteur d'Académie de la Sarthe, adjoint au maire du Mans, conseiller général du troisième canton du Mans |
| 05 |           | Roger Collas   | RPF   | Employé aux usines FACEJ (Forges et ateliers de constructions électriques), Arnage                                  |

### Liste d'Union des Gauches républicaines et socialistes
| N° | Candidats | Candidats        | Parti    | Principales fonctions |
| -- | --------- | ---------------- | -------- | --- |
| 01 |           | Christian Pineau | SFIO     | Député sortant, ancien ministre, Compagnon de la Libération, Rosette de la Résistance, ancien déporté politique, fondateur de Libération-Nord |
| 02 |           | Constant Garnier | DVG      | Cultivateur exploitant, maire de Moulins-le-Carbonnel, conseiller général du canton de Saint-Paterne                                          |
| 03 |           | Fernand Poignant | SFIO     | Maire de Saint-Calais, conseiller général du canton de Saint-Calais                                                                           |
| 04 |           | Jeanne Collet    | SFIO     | Institutrice au Mans, épouse de Robert Collet, ancien maire du Mans                                                                           |
| 05 |           | Fernand Guillot  | Soc.ind. | Directeur technique aux organisations agricoles, conseiller général du canton de La Flèche                                                    |

### Liste d'Union républicaine résistante et antifasciste présentée par le PCF
| N° | Candidats | Candidats        | Parti | Principales fonctions                                                      |
| -- | --------- | ---------------- | ----- | -------------------------------------------------------------------------- |
| 01 |           | Robert Manceau   | PCF   | Député sortant, conseiller municipal du Mans, ouvrier ajusteur SNCF        |
| 02 |           | Armand Rosier    | PCF   | Cultivateur, président de coopérative agricole, Saint-Michel-de-Chavaignes |
| 03 |           | Régine Trihoreau | PCF   | Institutrice, ancienne résistante, La Chapelle-Saint-Rémy                  |
| 04 |           | Rémy Heuzard     | PCF   | Ouvrier métallurgiste chez Renault, Le Mans                                |
| 05 |           | Prosper Bouhours | PCF   | Ouvrier meunier, conseiller municipal d'Ardenay                            |

### Liste d'Union républicaine présentée par le Groupement national des républicains démocrates
| N° | Candidats | Candidats           | Parti | Principales fonctions                                                        |
| -- | --------- | ------------------- | ----- | ---------------------------------------------------------------------------- |
| 01 |           | Jean Letourneau     | MRP   | Député sortant, ministre d'État chargé des relations avec les états associés |
| 02 |           | François de Nicolaÿ | DVD   | Exploitant agricole, conseiller général, maire du Lude                       |
| 03 |           | Henri Bruneau       | DVD   | Cultivateur, conseiller municipal de Saint-Aubin-des-Coudrais                |
| 04 |           | Émile Lande         | DVD   | Maire-adjoint de Saint-Gervais-de-Vic                                        |
| 05 |           | Henri Goude         | DVD   | Docteur en médecine, conseiller général du canton de Château-du-Loir         |

### Liste du Centre national des indépendants et paysans
| N° | Candidats | Candidats               | Parti | Principales fonctions                             |
| -- | --------- | ----------------------- | ----- | ------------------------------------------------- |
| 01 |           | Hubert Lefèvre-Pontalis | PPUS  | Député sortant, avocat à la Cour d'Appel de Paris |
| 02 |           | Paul Lévêque            | PPUS  | Ancien directeur des services agricoles           |
| 03 |           | André Ladener           | CNIP  | Rédacteur à La Journée viticole                   |
| 04 |           | Raymond Desjouis        | PPUS  | Éleveur                                           |
| 05 |           | Marcel Guitton          | CNIP  | Propriétaire                                      |

### Liste du Rassemblement des gauches républicaines
| N° | Candidats | Candidats        | Parti      | Principales fonctions                                                              |
| -- | --------- | ---------------- | ---------- | ---------------------------------------------------------------------------------- |
| 01 |           | Jean Coutard     | RGR        | Avocat au Conseil d'État et à la Cour de cassation                                 |
| 02 |           | Louis Rigot      | Radical    | Agriculteur, conseiller général du canton de La Ferté-Bernard, Villaines-la-Gonais |
| 03 |           | Léon Messager    | CNIP diss. | Maître artisan                                                                     |
| 04 |           | Christiane Milon | RGR        | Commerçante                                                                        |
| 05 |           | Robert Plaisant  | RGR        | Professeur                                                                         |

## Élus
| Député sortant          | Parti | Parti | Député élu ou réélu | Parti | Parti |
| ----------------------- | ----- | ----- | ------------------- | ----- | ----- |
| Robert Manceau          |       | PCF   | Robert Manceau      |       | PCF   |
| Christian Pineau        |       | SFIO  | Christian Pineau    |       | SFIO  |
| Jean Letourneau         |       | MRP   | Jean Letourneau     |       | MRP   |
| Amand Duforest          |       | MRP   | Raymond Dronne      |       | RPF   |
| Hubert Lefèvre-Pontalis |       | CNIP  | André Gaubert       |       | RPF   |

## Résultats

### Résultats à l'échelle du département
- Il n'y a pas d'apparentement de conclu dans le département.
- Les sièges sont répartis à la proportionnelle entre tous les partis.

| Parti    | Parti    | Tête de liste           | Résultats | Résultats | Sièges |  |
| Parti    | Parti    | Tête de liste           | Voix      | %         |        |  |
| -------- | -------- | ----------------------- | --------- | --------- | ------ |  |
|          | RPF      | Raymond Dronne          | 48 142    | 26,62     | 2      |  |
|          | SFIO     | Christian Pineau        | 35 136    | 19,43     | 1      |  |
|          | PCF      | Robert Manceau          | 32 279    | 17,85     | 1      |  |
|          | MRP      | Jean Letourneau         | 28 528    | 15,78     | 1      |  |
|          | CNIP     | Hubert Lefèvre-Pontalis | 20 825    | 11,52     | 0      |  |
|          | RGR      | Jean Coutard            | 13 130    | 7,26      | 0      |  |
|          |          |                         |           |           |        |  |
| Inscrits | Inscrits | Inscrits                | 242 962   | 100,00    | 5      |  |
| Votants  | Votants  | Votants                 | 188 364   | 77,53     |        |  |
| Exprimés | Exprimés | Exprimés                | 180 837   | 96,00     |        |  |